# Lauren Lee Smith

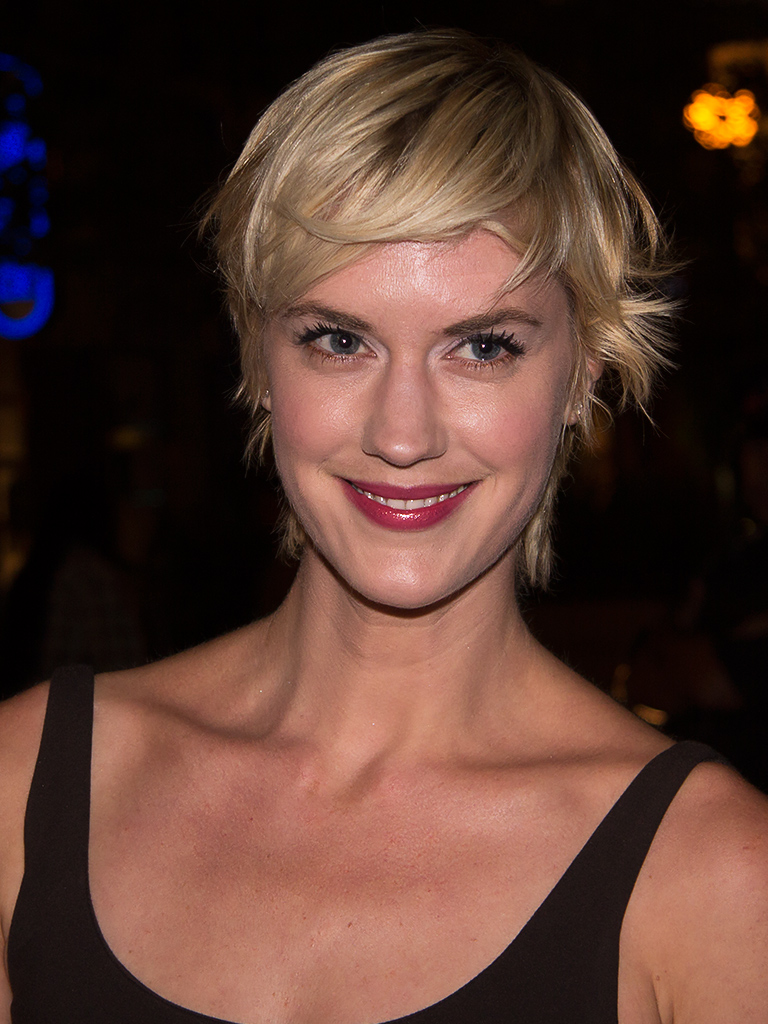
Lauren Lee Smith auf dem Toronto International Film Festival 2013

Lauren Lee Smith (* 19. Juni 1980 in Vancouver, British Columbia) ist eine kanadische Schauspielerin und Model.

## Leben und Karriere
Lauren Lee Smith bereiste schon als Kind die Welt und lebte einige Zeit in Europa. Durch ihren Stiefvater, einen Dokumentarfilmer, kam sie früh mit der Filmbranche in Kontakt. Bereits mit 13 Jahren wurde sie von einem Scout der Modeindustrie entdeckt. Zu dieser Zeit lebte sie in Los Angeles. Sechs Jahre lang arbeitete sie als Profi-Model. Mit 19 Jahren kehrte sie nach Vancouver zurück und begann 2000 ihre Karriere auf Leinwand und Bildschirm mit einer Rolle im Film Get Carter – Die Wahrheit tut weh. Bis 2005 konzentrierte sie sich auf diverse Fernsehrollen, wie zum Beispiel die Serie Christy, in der sie die Hauptrolle spielte, und Mutant X. Von 2004 bis 2006 war Smith in der Fernsehserie The L Word zu sehen. 2007 spielte sie an der Seite von Til Schweiger in dem Kinofilm One Way. In Staffel neun der US-Serie CSI: Den Tätern auf der Spur spielte sie die Rolle der Riley Adams.
Seit dem 4. April 2009 ist Smith mit dem deutschen Oberbeleuchter und Fotografen Erik Steingröver verheiratet.

## Filmografie (Auswahl)

### Filme
- 2000: Get Carter – Die Wahrheit tut weh (Get Carter)
- 2000: 2gether (Fernsehfilm)
- 2001: The Wedding Dress (Fernsehfilm)
- 2001: Christy: The Movie (Fernsehfilm)
- 2004: I Want to Marry Ryan Banks (Fernsehfilm)
- 2004: Mordmotiv: Rache (The Survivors Club, Fernsehfilm)
- 2005: Lie with Me – Liebe mich (Lie with Me)
- 2006: Art School Confidential
- 2006: Der letzte Kuss (The Last Kiss)
- 2006: One Way
- 2007: Late Fragment
- 2007: Normal
- 2007: Dragon Boys (Fernsehfilm)
- 2007: Trick ’r Treat – Die Nacht der Schrecken (Trick’r Treat)
- 2008: Pathology – Jeder hat ein Geheimnis (Pathology)
- 2009: Helen
- 2010: A Night for Dying Tigers
- 2011: Hindenburg (Fernsehfilm)
- 2011: Girl Walks into a Bar
- 2012: Three Days in Havana
- 2012: Ring of Fire – Flammendes Inferno (Ring of Fire) (Fernsehfilm)
- 2013: Hunting Season
- 2013: Cinemanovels
- 2014: They Wore Pink (Kurzfilm)
- 2014: Wenn ich bleibe (If I Stay)
- 2015: Business Ethics (Kurzfilm)
- 2016: Kleinstadtorgien – Alles muss, nichts kann (How to Plan an Orgy in a Small Town)
- 2017: Shape of Water – Das Flüstern des Wassers (The Shape of Water)
- 2018: Was uns nicht umbringt
- 2021: A Wedding Ring (Fernsehfilm)
- 2021: Doomsday Mom (Fernsehfilm)
- 2024: Believer

### Fernsehserien
- 2000: 2gether (2gether: The Series, 11 Folgen)
- 2000: Dark Angel (Fernsehserie, Pilotfolge)
- 2001: Christy, Choices of the Heart, Part II: A New Beginning (Miniserie, zwei Folgen)
- 2001–2003: Mutant X (44 Folgen)
- 2002 X-Factor: Das Unfassbare (Beyond Belief: Fact or Fiction, Folge 4x01)
- 2004–2006: The L Word – Wenn Frauen Frauen lieben (The L Word, 20 Folgen)
- 2008–2009: CSI: Den Tätern auf der Spur (CSI: Crime Scene Investigation, 22 Folgen)
- 2010: Psych (Folge 5x02)
- 2011–2014: The Listener – Hellhörig (The Listener, 52 Folgen)
- 2014: Murdoch Mysteries (Folge 7x11)
- 2014: Ascension (5 Folgen)
- 2014: Saving Hope (Folge 3x09)
- 2015–2016: This Life (20 Folgen)
- 2017–2021: Frankie Drake Mysteries (41 Folgen)
- 2019: Hudson & Rex (Folge 1x08)
- 2022: Departure – Wo ist Flug 716? (Departure, 4 Folgen)
- 2025: Hell Motel (Fernsehserie, 2 Folgen)

## Videospiele
- 2009: CSI: Crimes Scene Investigation (Riley Adams Synchronisation)